# جيسي إم. فورمان
جيسي إم. فورمان (بالإنجليزية: Jesse M. Furman)‏ هو قاضي ومحامي أمريكي، ولد في 7 يونيو 1972 في نيويورك في الولايات المتحدة.